# H. Sicklemore
H Sicklemore, tonsättare, hornmusikant i Frälsningsarmén i Brighton, England på 1890-talet. Han finns representerad med en tonsättning i Frälsningsarméns sångbok 1990 (FA).

## Sånger
- Flyende snabbt är livet, kort som en morgondröm (FA nr 744) tonsatt 1897.